# Palaeococcus fuscipennis
Palaeococcus fuscipennis är en insektsart som först beskrevs av Hermann Burmeister 1835.  Palaeococcus fuscipennis ingår i släktet Palaeococcus och familjen pärlsköldlöss. Inga underarter finns listade i Catalogue of Life.